# Predmetna odrednica
Predmetna odrednica, riječ ili skupina riječi koja služi za predmetno označivanje knjižnične građe. Sastoji se od vodeće, odnosno pristupne odrednice te dopunskih pododrednica. Vodeća, odnosno pristupna predmetna odrednica izrađuje se sukladno načelima zadanim u Smjernicama IFLA za predmetne pregledne kataložne jedinice i uputnice. Ugrađuje se u strukturirani sustav predmetnih odrednica prema načelima IFLA-ina dokumenta Principles Underlying Subject Heading Languages. Dopunske pododrednice su tematske, zemljopisne, vremenske, formalne ili kvaziformalne pododrednica. Namjena pododrednica koje joj slijede jest točnije označiti predmet publikacije. Zbog potrebe jedna publikacija tj. njen sadržaj može biti označen s više istovrsnih ili raznovrsnih predmetnih odrednica. Uporabom IFLA-inog standarda UNIMARC/Authorities Format autoriziraju se normirane predmetne odrednice u bazi podataka preglednih kataložnih jedinica i uputnica. Predmetne odrednice mogu biti osobne, obiteljske, korporativne, zemljopisne i tematske.
Knjižnična građa u NSK je do konca 1996. godine označivana slobodno oblikovanim predmetnim odrednicama. Od početka 1997. godine koriste se normirane predmetne odrednice, kojima se označuju domaće knjige i članci u domaćim časopisima (ali časopisi su isključeni iz predmetnog označivanja) i zbornicima od izdavačke 1996. godine, te inozemne knjige pristigle od kalendarske 1997. godine, neovisno o godini njihova izdavanja. Zakonski i podzakonski akti, izvorni književni, filozofski i vjerski tekstovi, te osnovnoškolski i srednjoškolski udžbenici izuzeti su od predmetne obrade.
Za stručno označivanje knjižnične građe koristi se Univerzalna decimalna klasifikacija - UDK.